# Chalybion heinii
Chalybion heinii (лат.) — вид роющих ос рода Chalybion из семейства Sphecidae (Sceliphrinae). Палеарктика.

## Распространение
Встречается в Северной Африке (Египет, Судан, Эфиопия) и на Ближнем Востоке (Саудовская Аравия).

## Описание
Осы средних размеров (длина 13—17 мм). Голова, грудь и брюшко сине-зелёного металлического цвета. Антенны черные, скапус с металлическими отблесками. Ноги коричневые, бёдра с металлическими отблесками, передние — сине-зеленые, средние и задние — фиолетовые. Крылья затемнены в верхней части. Вид Chalybion heinii похож на осу C. flebile, за исключением: мезальный киль наличника менее выражен, не достигает
апикального края. Проподеум сбоку в основном гладкий и блестящий; мезоплевры менее плотно пунктированные. Серебристые волоски на тораксе более многочисленны. Усики самок 12-члениковые, у самцов состоят из 13 сегментов. Длина самок от 13 до 17 мм, самцы 13 мм. Имеют длинную и узкую «талию» (петиоль — участок между грудью и брюшком).